# Everybody’s Golf 6
Everybody’s Golf 6 (яп. みんなのGOLF6 Минна но GOLF 6) (в Европе вышла под названием Everybody’s Golf, Hot Shots Golf: World Invitational — в Северной Америке) — шестая компьютерная игра-симулятор гольфа в серии Everybody’s Golf, разработанная японской студией Clap Hanz. Игра была представлена на «PlayStation Meeting» в 2011 году. Релиз игры для PlayStation Vita состоялся одновременно с запуском самой консоли — 17 декабря 2011 года в Японии и 22 февраля 2012 года — в Европе и Северной Америке. Позднее игра была портирована на PlayStation 3 и вышла 22 ноября 2012 года в Японии, 23 июля 2013 года в Северной Америке и 24 июля 2013 года — в Европе.

## Игровой процесс
Игра представляет собой аркадный симулятор гольфа с несколько комичной анимационной стилистикой, персонажи обладают несколько гипертрофированными личностями, а информация о ходе игры выводится анимированными цветными шрифтами. Игра содержит следующие режимы игры: однопользовательский режим, локальный мультиплеер, онлайн-режим, режим настройки (англ. Customise), магазин и база данных (англ. Data).
В однопользовательском режиме игроку доступны состязание (англ. Challenge), игра на очки (англ. Stroke) и режим тренировки. Режим состязания является основным офлайн-режимом игры, по мере продвижения в котором игрок разблокирует новых персонажей, гольф-курсы и пр. Данный режим включает в себя семь рангов: новичок, любитель, профессионал, бронзовый, серебряный, золотой и платиновый. Каждый ранг состоит из пяти игр на очки и соревнования с новым персонажем. Занимая первое место в игре на очки, игрок получает золотую звезду, а набрав достаточное их количество, ему становится доступно соревнование с новым персонажем. Также на каждом курсе существуют определённые условия (ни разу не попасть в песчаную ловушку, забить три бёрди подряд и т. д.), выполнив которые игрок получает золотую корону, а набрав необходимое количество корон, ему становится доступно премиальное состязание с местным скрытым персонажем. Однако условия получения золотых корон раскрываются только после победы в золотом ранге.
В локальном многопользовательском режиме доступны игра на очки (англ. Stroke) и матчевая игра (англ. Match Play).
В категории онлайн доступны ежедневный международный турнир (англ. Daily Int’l Tournament), онлайн-лобби, а также возможности по настройке онлайн-профиля и просмотра лучших игроков. В еженедельном турнире игроку предоставляется возможность поставить результат на определённом курсе, а по результатам недельных соревнований определяются лучшие игроки. В онлайн-лобби игрок, используя своё онлайн-воплощение, может перемещаться по различным «комнатам» и общаться с другими игроками.
В режиме настройки игроку доступен выбор костюмов персонажей и настройка своего онлайн-воплощения.
В магазине игрок, используя очки, набранные в различных режимах игры, может разблокировать побеждённых персонажей, костюмы, клюшки, мячи, гольф-курсы, новые детали для настройки своего онлайн-воплощения, музыку и пр.
В базе данных (англ. Data) можно просматривать профили персонажей, статистику игрока, видеоповторы и почитать внутриигровые подсказки и помощь по терминологии и игре в гольф.
В игре существует несколько элементов игрового процесса, которые отличают его от серьёзных симуляторов. С каждым завершением курса персонаж получает несколько очков «лояльности», а набрав определённый уровень лояльности, ему становятся доступны т. н. суперзакрутки (англ. Super Spin Shots), с помощью которых можно, попав во флажок на грине, например, заставить мяч попасть в лунку вращаясь по нисходящей спирали вокруг опорного прута флажка. Также при совершении удара можно усилить его, увеличив дальность на 10 ярдов, при этом в полёте мяч будет покрыт огнём.

## Различия в PS Vita и PS3 версиях
Хотя Everybody’s Golf 6 разрабатывалась как игра для PS Vita, 22 августа 2012 года было объявлено, что Sony работает над портированием игры на PlayStation 3. При портировании игра претерпела несколько изменений в игровом процессе, получила поддержку PlayStation Move и возможность кроссплатформенной игры. Большинство DLC-курсов и персонажей, представленных в версии PS Vita, были включены в версию PS3 и с выходом данной версии игры не требовали покупки или загрузки.
В PlayStation 3-версию игры также был добавлен новый режим — «Slot Mode». Данный режим предлагает игрокам возможность сыграть в слот-машину перед нанесением первого удара на каждой лунке. Результатом использования слот-машины может являться условие, облегчающее задачу игрока (видимая арка полёта мяча, отсутствие ветра и т. д.), или затрудняющее её (штрафы за попадание в песчаную ловушку, сильный ветер и т. д.).
Версия игры для PlayStation Vita даёт игрокам возможность просматривать курсы, используя возможность дополненной реальности. Данная возможность нереализуема на PS3 и, соответственно, отсутствует в данной версии игры.
Кроме того, версии игры содержат отличия в наборе трофеев и некоторых заданиях.

### DLC
Загружаемый контент отличается в версиях игры для PlayStation Vita и PlayStation 3. В число загружаемых дополнений к PS Vita-версии Everybody’s Golf 6 вошли улучшенные версии всех клюшек и мячей, три гольф-курса (Mar Cielo Golf Course, Mt. Sakura Country Club и Northern Fox Country Club) и три персонажа (Глория, которая появляется во всех версиях игры, начиная с Everybody’s Golf 3, Эрика, Кэт, главная героиня игры Gravity Rush и их специальные костюмы).
В версию игры для PlayStation 3 были изначально включены два из трёх гольф-курса (Mar Cielo Golf Course и Mt. Sakura Country Club) и два из трёх персонажей (Эрика и Глория); для покупки остались доступны улучшенные версии клюшек и мячей, Northern Fox Country Club, Кэт из Gravity Rush и её специальный костюм.

### Гостевые персонажи
В зависимости от версии игры, игроку доступно несколько гостевых персонажей. PS Vita-версия игры даёт игроку возможность сыграть за Пак-Мэн, Торо Иноуэ и Куро (из серии игр Doko Demo Issyo!) и Кадзума Кирю (из серии игр Yakuza), недоступных в PS3-версии. Однако один гостевой персонаж доступен в обеих версиях игры — Кэт из Gravity Rush.

## Отличия от Everybody’s Golf 5
Несмотря на то, что основные черты игрового процесса Everybody’s Golf 5 сохранились и в шестой части, шестая часть получила ряд нововведений. В Everybody’s Golf 6 впервые была представлена поддержка системы трофеев. Так как игра вышла на PS Vita, в ней впервые была реализована поддержка дополненной реальности и тач-интерфейса, а после портирования на PS3 — поддержка PlayStation Move и камеры. В отличие от предыдущей игры, в Everybody’s Golf 6 игроку доступно не два, а семь способов нанесения удара (включая оба варианта пятой части), два из которых используют PlayStation Move.
В шестой части Everybody’s Golf были представлены новые гольф-курсы и персонажи (кроме Глории, которая доступна в PS Vita версии игры как DLC и является секретным персонажем в PS3-версии). Кроме того, в новой версии игры кэдди и зрители более не представлены визуально на курсах, несмотря на то, что и те и другие голоса по-прежнему можно слышать, играя лунку.

## Оценки прессы
| Сводный рейтинг       | Сводный рейтинг                 |
| Агрегатор             | Оценка                          |
| --------------------- | ------------------------------- |
| GameRankings          | 77,68 % (PS Vita) 80,00 % (PS3) |
| Metacritic            | 76 (PS Vita)                    |
| Иноязычные издания    |                                 |
| Издание               | Оценка                          |
| Eurogamer             | 7/10                            |
| Game Informer         | 7,5/10                          |
| GamesRadar+           | [ 9 ]                           |
| GameTrailers          | 8/10                            |
| IGN                   | 6,5/10                          |
| Русскоязычные издания |                                 |
| Издание               | Оценка                          |
| «Страна игр»          | 8/10                            |

В период запуска PlayStation Vita, Everybody’s Golf 6 стала самой успешно продаваемой игрой для этой консоли в Японии. В прессе игра в основном получила положительные отзывы. Страна Игр охарактеризовала игру как весёлый и приветливый симулятор гольфа с забавными моделями персонажей и расслабляющей музыкой, отметив при этом серьёзность и сложность игры, несмотря на кажущуюся доброжелательность и простоту, и удачный многопользовательский режим. К недостаткам игры были отнесены текстуры не самого высокого разрешения и высокая сложность игры на конечном этапе. Игра получила оценку журнала 8/10.
PlayStation LifeStyle назвал её отличной игрой, которая подойдёт для всех возрастов (оценка в обзоре 8/10). Eurogamer оценил игру в 7/10, отметив, что несмотря на то, что никто не расценивает Everybody’s Golf 6 как центральный тайтл в стартовой линейке игр для PS Vita, это, возможно, лучшая из представленных игра, которая отлично подходит под стиль игры этой портативной консоли.
Сайт Metro.co.uk, оценив игру на 7/10, назвал Everybody’s Golf 6 приятным симулятором гольфа и отличным примером игры для PlayStation Vita.